# El Calvario, Michoacán de Ocampo
El Calvario är en ort i Mexiko.   Den ligger i kommunen Nuevo Urecho och delstaten Michoacán de Ocampo, i den södra delen av landet, 280 km väster om huvudstaden Mexico City. El Calvario ligger 997 meter över havet och antalet invånare är 494.
Terrängen runt El Calvario är kuperad åt sydväst, men åt nordost är den bergig. Terrängen runt El Calvario sluttar brant västerut. Runt El Calvario är det ganska glesbefolkat, med 48 invånare per kvadratkilometer. Närmaste större samhälle är Ario de Rosales, 13,0 km öster om El Calvario. I omgivningarna runt El Calvario växer huvudsakligen savannskog.